# Херцогство Мантуа
Херцогството Мантуа (на италиански: Ducato di Mantova) е територия на Свещената Римска империя в Горна Италия през късното Средновековие и Новото време през 1433 – 1797 г. със столица Мантуа. Територията на херцогството е владяна от фамилията Гондзага. През 18 век то е в състава на австрийска Ломбардия.
През 1433 г. по времето на Джанфранческо I Гондзага († 1444) територията е направена на маркграфство от император Сигизмунд Люксембургски. По времето на Джанфранческо II Гондзага († 1519), женен за Изабела д’Есте († 1539), дворът на херцогството Мантуа става един от най-важните покровители на изкуствата в Европа.
През 1530 г. император Карл V издига Федерико II Гондзага († 1540) на херцог. Между 1536 и 1559 г. към херцогството е присъединено Маркграфство Монферат.
През 16 век херцогството е тясно свързано с Хабсбургите. През Войната за испанското наследство (1701 – 1714 г.) император Леополд I завзема херцогство Мантуа, понеже последният херцог Фердинандо Карло Гондзага-Невер († 1708) взема страната на Франция. Територията е присъединена към вече хабсбурското Миланско херцогство. Остатъкът от Монферат попада през 1703 г. у Савойците.

## Галерия
- Palazzo Ducale (херцогския палат) в Мантуа
- Изабела д’Есте, рисувана от Леонардо да Винчи
- Федерико II Гонзага, рисуван от Тициан